# Krasnoarmejsk (ort i Kazakstan)
Krasnoarmejsk (ryska: Красноармейск) är en ort i Kazakstan.   Den ligger i oblystet Nordkazakstan, i den norra delen av landet, 300 km norr om huvudstaden Astana. Krasnoarmejsk ligger 155 meter över havet och antalet invånare är 13 148.
Terrängen runt Krasnoarmejsk är mycket platt. Runt Krasnoarmejsk är det glesbefolkat, med 10 invånare per kvadratkilometer. Det finns inga andra samhällen i närheten. Trakten runt Krasnoarmejsk består till största delen av jordbruksmark.